# Mezzomerico
Mezzomerìco (Mismarich in lombardo, Mismaricch in piemontese) è un comune italiano di 1 215 abitanti della provincia di Novara in Piemonte.

## Geografia fisica

### Territorio
Il comune è posto all'estremità delle colline novaresi, a 266 m s.l.m. Nel territorio comunale scorrono i torrenti Agamo, Rito, Zuffolone, tutti affluenti del Terdoppio. Il territorio comunale comprende a ovest terreni collinari, sui quali viene coltivato prestigioso vino, e ad est lascia spazio alla pianura che si estende fino alla Valle del Ticino.

## Origini del nome
Cesare, Plinio il Vecchio e Tacito che parlano del popolo gallico dei Mediomatrici da cui si performa il toponimo Mediomadrigo.

## Storia
La località ha probabilmente origine romana, come testimoniato da un'epigrafe che reca i nomi di Marcus Aemilius Valerianus e di Marcia Aemilius Crescerntianus.
Presso Mezzomerico sono stati rinvenuti preziosi reperti di epoca romana e monete longobarde, ora custodite presso il Museo del Castello di Milano, tra cui un importante tesoretto di tremissi, monete d'oro coniate sotto il regno di Desiderio nel VIII secolo.
Nel Medioevo Mezzomerico fece parte del comitato dei Pombia e nel contempo divenne feudo dei Biandrate per volere di Federico I.
In seguito, nel XII secolo, entrò a far parte del contado dell'allora importante Comune di Novara.
Nel XIV secolo venne edificato il Castel Merlino ad opera della famiglia Boniperti, che ricostruirono altresìi tutta la fortificazione della località. Dopo essere appartenuto ai Casati, quali signori di Conturbia, nel 1614 il comune passò ai Talenti Fiorenza.

## Monumenti e luoghi di interesse

### Architetture religiose
- Chiesa Parrocchiale dedicata ai Santi Giacomo e Filippo: sorge nel centro del paese ed è stata ricostruita nel 1847 sui resti di un'antica chiesa già documentata nel 1347 nelle "Consignationes", e collocata all'interno del Castello Boniperti, distrutto nel corso del XIV secolo.[6]
- Oratorio di Santa Maria Maddalena:  edificato alla fine del XVI secolo  sui resti di un'antica cappella già nominata nel 1347 e intitolata a Santa Maria per volere dei nobili Visconti di Modrone.[7]

### Architetture civili
Palazzo Visconti: risalente al XV secolo decorato dallo stemma marmoreo dei Visconti che campeggia sopra il portone d'ingresso e la torretta loggiata, posta sulla facciata nord, con merlature ghibelline.

### Aree naturali
La Preja da Scalavè:  fuori dall'avitato, a poche decine di metri dalla strada in direzione Suno, è presente un masso erratico trasportato in loco dallo scioglimento dei ghiacciai in epoche remote.

### Altro
Via Suno, Piazza Garibaldi, Via per Vaprio, Via Manzoni, Via della chiesa e Via Santa Maria: caratterizzate da una serie di “muri dipinti” dedicati alla vita nei campi e al lavoro delle donne contadine.

## Società

### Evoluzione demografica
Abitanti censiti

## Amministrazione
Di seguito è presentata una tabella relativa alle amministrazioni che si sono succedute in questo comune.
| Periodo        | Periodo          | Primo cittadino       | Partito                            | Carica              | Note   |
| -------------- | ---------------- | --------------------- | ---------------------------------- | ------------------- | ------ |
| 7 giugno 1985  | 28 maggio 1990   | Flavio Mattachini     | Democrazia Cristiana               | Sindaco             | [ 12 ] |
| 28 maggio 1990 | 6 settembre 1991 | Pietro Mattachini     | lista civica                       | Sindaco             | [ 12 ] |
| 7 ottobre 1991 | 1º luglio 1992   | Lorenzo La Rosa       |                                    | Comm. straordinario | [ 12 ] |
| 1º luglio 1992 | 28 aprile 1997   | Claudia Borrini       | lista civica                       | Sindaco             | [ 12 ] |
| 28 aprile 1997 | 14 maggio 2001   | Pietro Mattachini     | lista civica Uniti per Mezzomerico | Sindaco             | [ 12 ] |
| 14 maggio 2001 | 30 maggio 2006   | Pietro Mattachini     | lista civica Uniti per Mezzomerico | Sindaco             | [ 12 ] |
| 29 maggio 2006 | 16 maggio 2011   | Pierfranco Mattachini | lista civica Uniti per Mezzomerico | Sindaco             | [ 12 ] |
| 16 maggio 2011 | 5 giugno 2016    | Valter Defesti        | lista civica Insieme               | Sindaco             | [ 12 ] |
| 5 giugno 2016  | 4 ottobre 2021   | Pietro Mattachini     | lista civica Uniti per Mezzomerico | Sindaco             | [ 12 ] |
| 4 ottobre 2021 | in carica        | Pietro Mattachini     | lista civica Uniti per Mezzomerico | Sindaco             | [ 12 ] |

## Cultura

### Istruzione

#### Biblioteca
Sul suolo comunale è presente una biblioteca civica.

### Eventi
Nel 2024 la cittadina ha ospitato una giornata di iniziative speciali, esperienze didattiche e momenti esclusivi di degustazione nella cornice dell'assegnazione del titolo di città europea del vino per il 2024 ad un gruppo di comuni dell'Alto Piemonte e Gran Monferrato.

## Economia
Sul territorio comunale insistono varie cantine dedicate alla vinificazione, in particolare della DOC Colline Novaresi.

## Infrastrutture e trasporti
Il comune è collegato alla strada statale Ticinese SS32 tramite la strada provinciale SP18.

## Sport
Il territorio comunale ospita la manifestazione podistica denominata MEZZOMERICO FOREST RACE - il Trail di Mezzomerico, organizzata da CICLO MEZZOMERICO 2015 A.S.D. (A.C.S.I.) in collaborazione con BELLIRUN A.S.D. (A.I.C.S). La lunghezza complessiva del percorso varia da 14 a 26 km e si sviluppa su sentieri sterrati e su singole tracce nei boschi che in alcuni tratti possono risultare sconnessi ed essere resi scivolosi da condizioni meteorologiche avverse.  L’altitudine media è di circa 300 m.s.l. con dislivelli variabili fino a 150 m o 250 m.